# Soest (Allemagne)
Pour les articles homonymes, voir Soest.
Soest ([zoːst] , avec e dit d'allongement) est une ville de Rhénanie-du-Nord-Westphalie en Allemagne. Elle se trouve à l'est de Dortmund, le long du Hellweg. Les villes avoisinantes sont Hamm, Lippstadt, Erwitte et Werl - c'est la capitale de l'arrondissement de Soest.

## Histoire
| Appartenances historiques Électorat de Cologne 1180-1449 Comté de La Marck 1449-1806 Grand-duché de Berg 1806-1813 Royaume de Prusse (Province de Westphalie) 1815-1918 République de Weimar 1918-1933 Reich allemand 1933-1945 Allemagne occupée 1945-1949 Allemagne 1949-présent |

Soest (en latin: susatum) prend une grande importance à l'époque ottonienne. Elle devient ensuite une ville hanséatique au Moyen Âge. La zone autour de la ville fortifiée, la plaine de Soest, comptait une dizaine de paroisses. Sa collégiale est sous le patronage de saint Patrocle dont les reliques ont été rapportées de Troyes par Brunon de Cologne au Xe siècle, symbolisant ainsi le rang politique de Soest, deuxième après Cologne.

### Origine
Soest a été mentionné pour la première fois en 836 sous le nom de villa Sosat à l'occasion du transfert des reliques de saint Guy de Saint-Denis depuis Paris jusqu'à Corvey. Le site actuel de la ville de Soest daterait du néolithique.

## Patrimoine
- Collégiale Saint-Patrocle, Xe-XIe siècle, modèle de l'architecture romane westphalienne.
- Église Saint-Pierre, XIIe siècle
- Église Saint-Thomas (Alt St. Thomae), gothique, XIIIe siècle
- Église Saint-Paul, gothique, XIIIe siècle
- Église Sainte-Marie-des-Prés (Wiesenkirche), gothique
- Chapelle Saint-Nicolas, époque ottonienne
- Chapelle Brunstein, XIIIe – XVe siècles
- Osthofentor, porte de ville du XVIe siècle

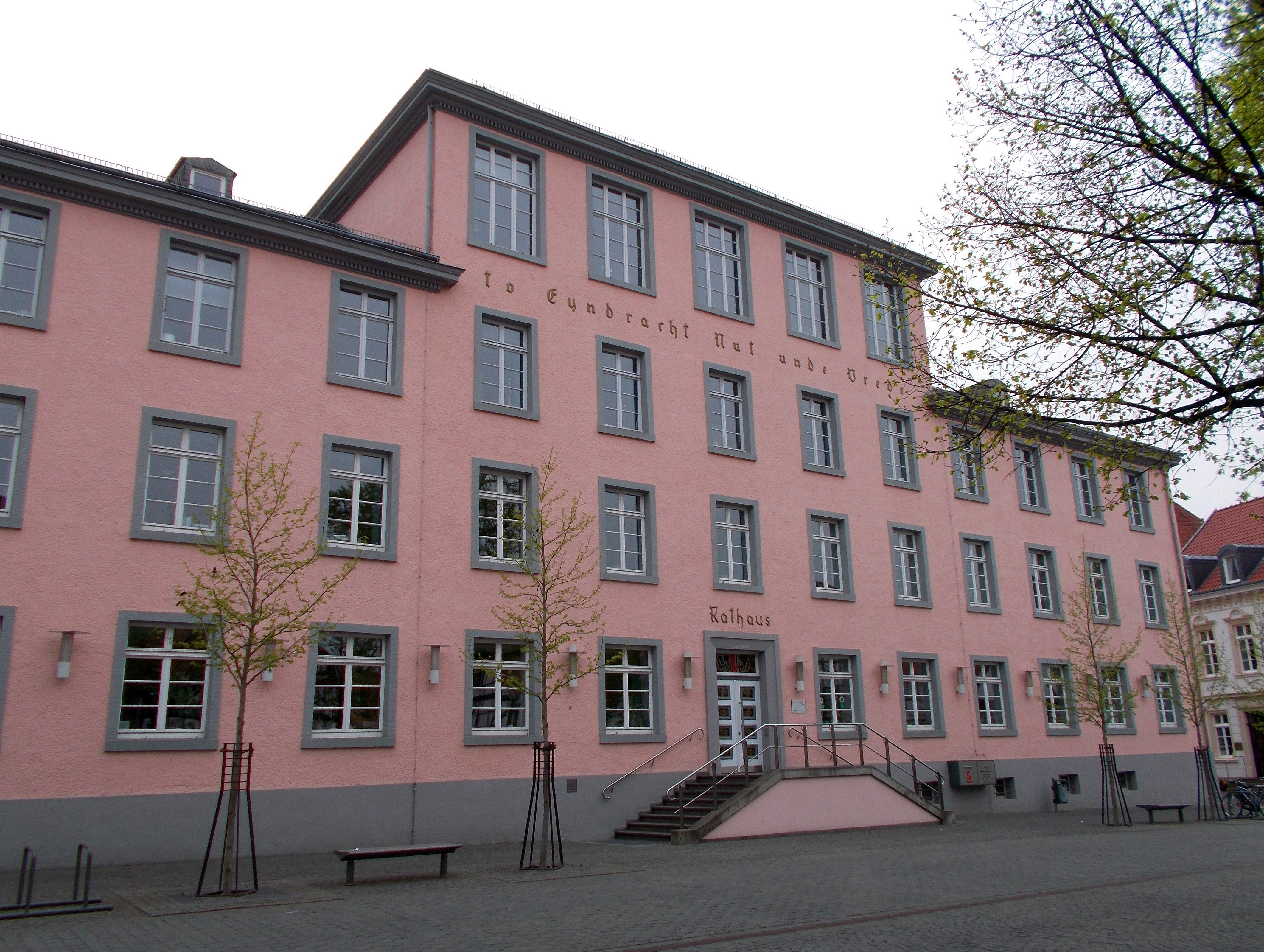
Le lycée de Soest conserve le souvenir d'un illustre proviseur, le grammairien K. Duden.

- Hôtel de ville, baroque

## Jumelage
Soest est en partenariat avec les villes de :
- Guérard, France, depuis 1967
- Bangor, Pays de Galles, Royaume-Uni, depuis 1973
- Kampen, Pays-Bas, depuis 1992
- Sarospatak, Hongrie, depuis 1995
- Herzberg, Allemagne, depuis 1995
- Visby, Suède, depuis 1995
- Strzelce Opolskie, Pologne, depuis 1995
- Soest, Pays-Bas, depuis 2004

Soest a des relations amicales avec :
- Riga, Lettonie
- Saint-Parres-aux-Tertres, France.

La ville fait aussi partie de la ligue hanséatique.

## Personnalités liées à cette ville
- Heinrich Aldegrever (1502-~1555), peintre, graveur, mort à Soest
- Betkaspar (Kaspar Schwarze) (1830-1911), religieux catholique, né à Soest
- Agnes Neuhaus (1854-1944), femme politique
- Jochen Borchert (1940-), homme politique, étudia à Soest
- Pierre Costabel (1912-1989), historien des sciences, fut prisonnier de guerre durant 5 ans à Soest
- Arnold Adolph Berthold (1803-1861), médecin, physiologiste, anatomiste, né à Soest
- Gaëtan Bille (1988-), coureur cycliste, né à Soest
- Marc Didier (1899-1981),  réalisateur, scénariste, fut prisonnier de guerre durant quelques mois à Soest
- Franck Duboisse (1964-), sportif de plusieurs Handisports, né à Soest
- Konrad Duden (1829-1911),  grammairien, lexicographe, créateur du Duden, a vécu plusieurs années à Soest, fut recteur du Lycée de Soest.
- Robert Feulgen (1884-1955), médecin, chimiste, inventeur de la Coloration de Feulgen, vécu plusieurs années à Soest.
- William Finnemann (1882-1942), évêque philippin, résistant aux Japonais, tué par eux, « serviteur de Dieu », né à Soest.
- Charles Frison (1921-2009),  compositeur, professeur de musique, chef de musique militaire, clarinettiste, fit ses débuts à Soest.
- Guillaume Gillet (1912-1987), architecte, Prix de Rome 1946, fut prisonnier de guerre durant 5 ans à Soest.
- Walter Grootaers (1955-), chanteur, animateur de télévision, homme politique, né à Soest.
- Johannes Gropper (1503-1559), chanoine, curé, doyen, cardinal né à Soest.
- Swaantje Güntzel (1972-), artiste conceptuelle et écologue
- Hans Heller (1957-), acteur, né à Soest
- Sigfrid Henrici (1889-1964), General der Panzertruppe, né à Soest
- Gotthard Kettler (1517-1587), dernier grand-maître de l'ordre des Chevaliers Porte-Glaive en Livonie, né à proximité de Soest
- Oliver Kirch (1982-), joueur de football, né à Soest
- Ralf König (1960-), auteur de bande dessinée, né à Soest
- Ludolph Lehmus (1780-1863), mathématicien, inventeur du Théorème de Steiner-Lehmus, né à Soest
- Peter Lely (1618-1680), peintre, né à Soest
- Pauline von Mallinckrodt (1817-1881), religieuse catholique, a ouvert plusieurs écoles à Soest
- René Ménard (1908-1980), fut prisonnier de guerre durant 5 ans à Soest
- Augustus Meineke (1790-1870), philologue, né à Soest
- Otto Modersohn (1865-1943), peintre paysagiste, né à Soest
- Wilhelm Morgner (1891-1917), peintre expressionniste, né à Soest
- Félix Ortt (1866-1959),  auteur, philosophe, né à Soest
- Pierre François de Rougé (1702-1761), lieutenant-général, mort à Soest
- Friedrich Siegmund-Schultze (1885-1969), théologien protestant, mort à Soest
- André Southon (1906-1959), homme politique, fut prisonnier de guerre durant plusieurs années à Soest
- Tielman Susato (~1510-1570), compositeur et imprimeur, serait né à Soest
- Karl Wilhelm Verhoeff (1867-1944), zoologiste, né à Soest